# Кошмал Сергій Станіславович
Сергі́й Станісла́вович Кошмал (14 січня 1989, с. Халимонове, Чернігівська область — 16 червня 2016, м. Авдіївка, Донецька область) — молодший сержант Збройних сил України, учасник російсько-української війни.

## Життєпис
Народився 1989 року в селі Халимонове (Бахмацький район, Чернігівська область). До 3 класу вчився в Халимонівській ЗОШ, 2006 року закінчив Бахмацьку ЗОШ. Також закінчив Бахмацьку районну школу мистецтв ім. А. Розумовського — за класом фортепіано. Працював різноробом у Києві, був майстром татуювання.
3 вересня 2014 року мобілізований до лав ЗСУ, проходив службу в 13-му мотопіхотному батальйоні; молодший сержант, розвідник-кулеметник. Останні 2 місяці служив за контрактом.
16 червня 2016 року загинув вранці поблизу Авдіївки від пострілу снайпера в голову.
18 червня 2016-го похований у Халимоновому, в Бахмацькому районі оголошено День жалоби.
Без Сергія лишилися дружина та син 2012 р.н.

## Нагороди та вшанування
- указом Президента України № 330/2016 від 11 серпня 2016 року «за особисту мужність і високий професіоналізм, виявлені у захисті державного суверенітету та територіальної цілісності України, вірність військовій присязі» — нагороджений орденом Богдана Хмельницького III ступеня (посмертно)[1]
- 4 вересня 2016-го у Бахмачі відкрито меморіальну пам'ятну дошку Сергію Кошмалу по вулиці Урожайна біля будинку, де він прожив шкільні роки
- від вересня 2016 року в Бахмачі існує вулиця Сергія Кошмала
- 13 жовтня 2016 року на фасаді Бахмацької ЗОШ № 5 відкрито меморіальну дошку Сергію Кошмалу[2].
- Почесний громадянин Сокальської міської територіальної громади (2023; посмертно)